# Saint-Florent, Haute-Corse
Saint-Florent (korziško San Fiurenzu) je letoviško in ribiško naselje ter občina v francoskem departmaju Haute-Corse regije - otoka Korzika. Leta 1999 je naselje imelo 1.474 prebivalcev.

## Geografija
Kraj leži na skrajnem severu otoka Korzike ob istoimenskem zalivu, 23 km zahodno od središča Bastie.

## Uprava
Občina Saint-Florent skupaj s sosednjimi občinami Barbaggio, Farinole, Oletta, Olmeta-di-Tuda, Patrimonio, Poggio-d'Oletta in Vallecalle sestavlja kanton Conca-d'Oro s sedežem v Oletti. Kanton je sestavni del okrožja Calvi.

## Zgodovina
Saint-Florent so ustanovili Genovežani kot izhodišče represivnih vojaških operacij proti korziškim domoljubom v okoliških vaseh. Kasneje avgusta 1764 je pristanišče uporabljala Francija za izkrcanje hord plačancev in kolonistov z namenom podreditve neodvisnega korziškega ljudstva. Po porazu pri mostu Ponte Novu je vojska Pasquala Paolija leta 1793 pomagala angleški floti pod poveljstvom Horatia Nelsona, da ponovno osvoji Saint-Florent za kratek čas angleško-korziške vladavine.

## Zanimivosti
- citadela, zgrajena sredi 15. stoletja v času zasedbe otoka s strani Genovske republike,
- nekdanja romanska katedrala Nebbiu iz prve polovice 12. stoletja, danes cerkev Marijinega vnebovzetja, od leta 1875 francoski zgodovinski spomenik,
- genovska stolpa Torra di Mortella, Torra di Fornali.
- plaža Saleccia.